# 아일랜드 국립도서관

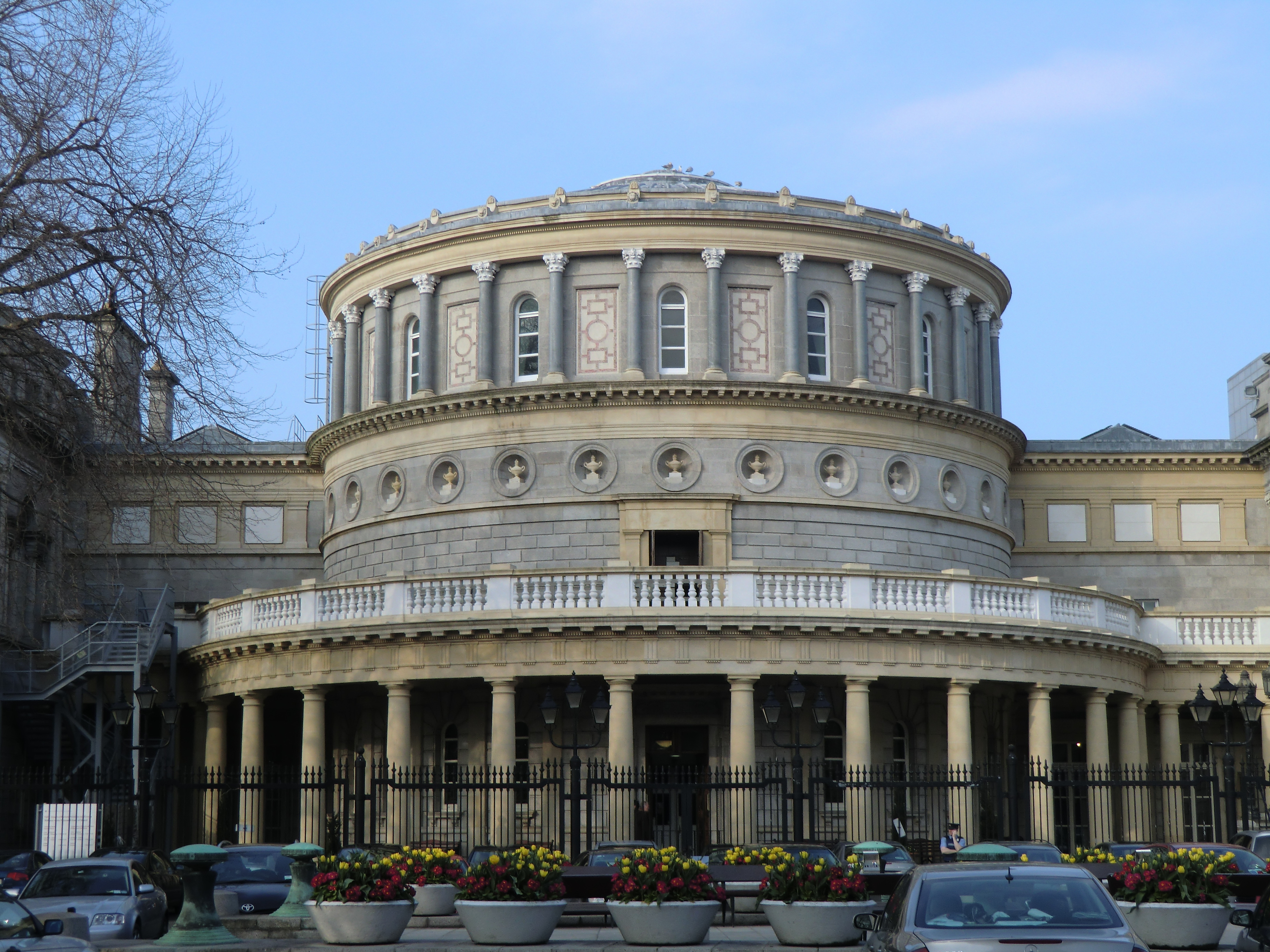
아일랜드 국립도서관

아일랜드 국립도서관(아일랜드어: Leabharlann Náisiúnta na hÉireann)은 아일랜드 더블린에 위치한 국립도서관이다.